# Ulrike Schweiger
Ulrike Schweiger (* 1969 in Linz) ist eine österreichische Drehbuchautorin, Regisseurin, Filmproduzentin und dramaturgische Beraterin.

## Leben
Ulrike Schweiger lebt seit 1973 in Wien. Nach der Matura am Gymnasium im Jahr 1987 studierte sie 1987/1988 dekorative Künste in Brüssel. 1989 absolvierte sie einen Radio and Television Workshop an der Stanford University in den USA. Ab 1990 studierte Schweiger Regie bei Peter Patzak und Filmproduktion bei Peter Mayer an der Hochschule für Musik und darstellende Kunst (Abteilung Film und Fernsehen). Im November 1995 diplomierte sie mit Auszeichnung zur Magistra artis.
In der Folge wurden einige nach der Ausbildungszeit entstandene Filme auf zahlreichen Festivals gespielt und erhielten mehrfach Auszeichnungen. Seit März 1999 arbeitet sie bei den Drehbüchern mit Michael Tanczos zusammen (Drehbücher für Twinni, Für eine Handvoll Glück und Alles wird gut).
Schweiger ist Mitglied und im Vorstand des drehbuchFORUM Wien und ist Mitglied im Verband Filmregie Österreich.

## Filmografie
- 1989: A day in the Palo Alto Fire Department – (Buch, Regie, Schnitt), Dokumentarfilm, 5 Minuten
- 1991: Gefangen – (Buch, Regie, Schnitt), Dokumentarfilm, 5 Minuten
- 1992: Leni – (Kamera; im Cast als Uli Schweiger), Kurzfilm
- 1992: Sushi – (Ton), Kurzfilm
- 1992: Ziffern einer Zeit – (Buch, Regie, Schnitt), Dokumentarfilm, 20 Minuten
- 1992: Hommage – (Buch, Regie, Schnitt), Kurzfilm, 10 Minuten
- 1994: Siebzehn und vier – (Buch, Regie, Schnitt), Kurzfilm, 20 Minuten
- 1995: Zapping – (Buch, Regie), Kurzfilm, 20 Minuten
- 1996: weil ich ein mädchen bin – (Produktion, Buch, Regie), Kurzfilm, 26,5 Minuten[3]
- 1996: Hoch Zeit – (Produktion), Kurzfilm
- 1996: Achtung Aufnahme – (Buch, Regie), Dokumentarfilm ORF, 40 Minuten
- 1997: Schnelles Geld – (Buch, Regie), Kurzfilm für Kinder, 7 Minuten
- 1998: Mißbrauch wird bestraft – (Buch, Regie), Kurzfilm, 15 Minuten
- 1999: Alles wird gut – (Drehbuch), Spielfilm, 90 Minuten
- 1999: Land of Milk and Honey – (Drehbuch), Dokumentarfilm, 52 Minuten
- 2000: Für eine Handvoll Glück – (Drehbuch), Spielfilm, 90 Minuten
- 2003: Twinni – (Buch, Regie), Spielfilm, 90 Minuten
- 2005: Die Ohren wachsen – (Buch, Regie), Dokumentarfilm

## Auszeichnungen
Zapping
- 1995: Goldener Bobby für beste Regie und besten Schnitt, Festival der Filmakademie Wien

Achtung Aufnahme
- 1996: Nominierung Staatspreis
- 1996: Nachwuchsförderungspreis des Fachverbandes der Audivisions- und Filmindustrie Österreichs
- 1997: Auszeichnung für hohen Standard bei den Master-Awards in Stuttgart

Missbrauch wird bestraft
- 1998: Bester Kurzfilm (Grand Prix du Court Métrage), Festival International du Film d’Amiens
- 1998: Bester Film beim 14. Internationalen Kurzfilmfestival in Berlin
- 1999: Hauptpreis der Jury (Gold Danzante) für besten Film beim 27th International Film Festival, Huesca (Spanien)
- 1999: Best Student Production beim Melbourne International Film Festival
- 1999: Goldener Bär, Festival der Nationen, Ebensee
- 1999: 3. Platz, Fort Lauderdale International Film Festival, Florida

Twinni
- 2003: Großer Preis der Jury (Vague d’Or) für besten Film, Festival International du Cinéma au Féminin, Bordeaux
- 2004: Special Mention, Berlin & Beyond Film Festival, San Francisco
- 2004: Bestes verfilmtes Erstlingsdrehbuch, Thomas-Pluch-Förderpreis
- 2004: Undine Award für beste Nachwuchsdarstellerin (Diana Latzko)